# Hélice bêta

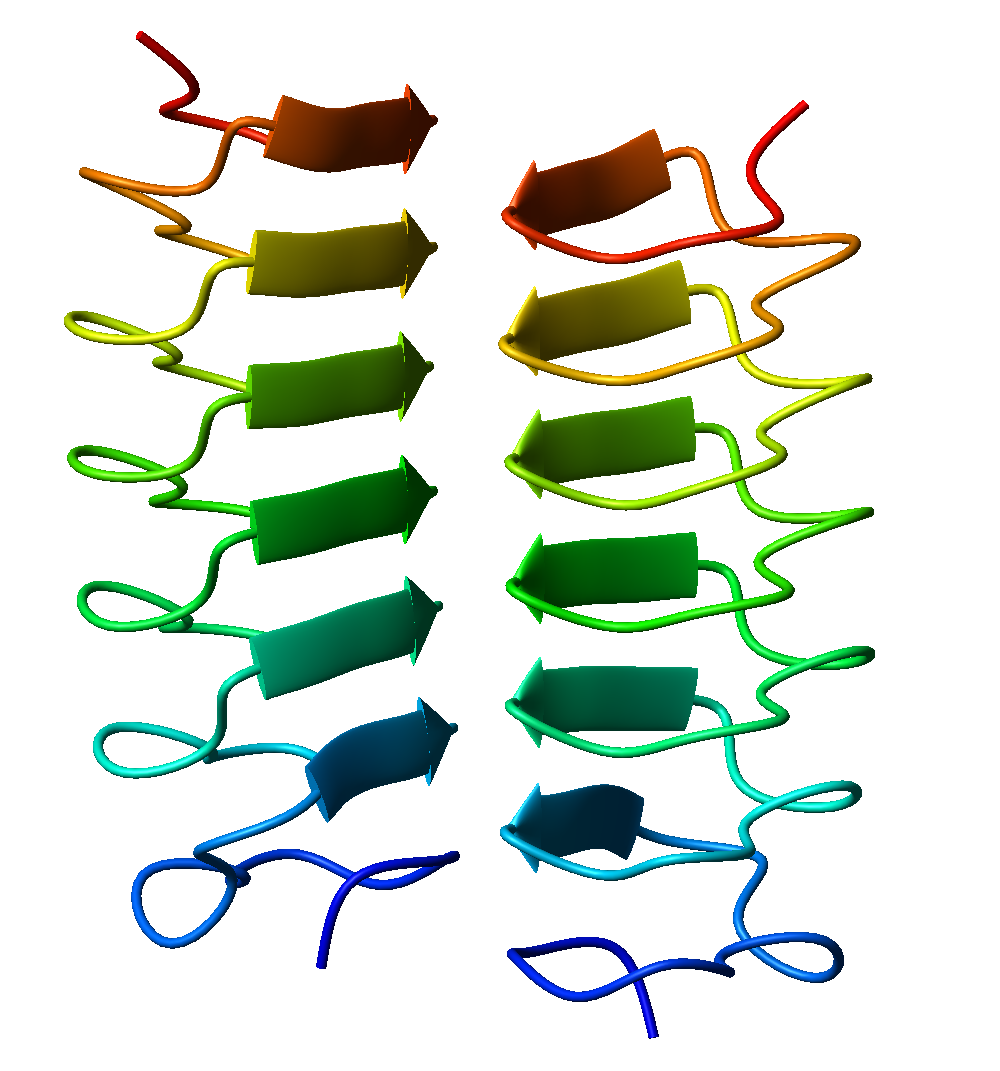
Dimère du domaine en hélice β droite de la protéine antigel du ténébrion meunier.

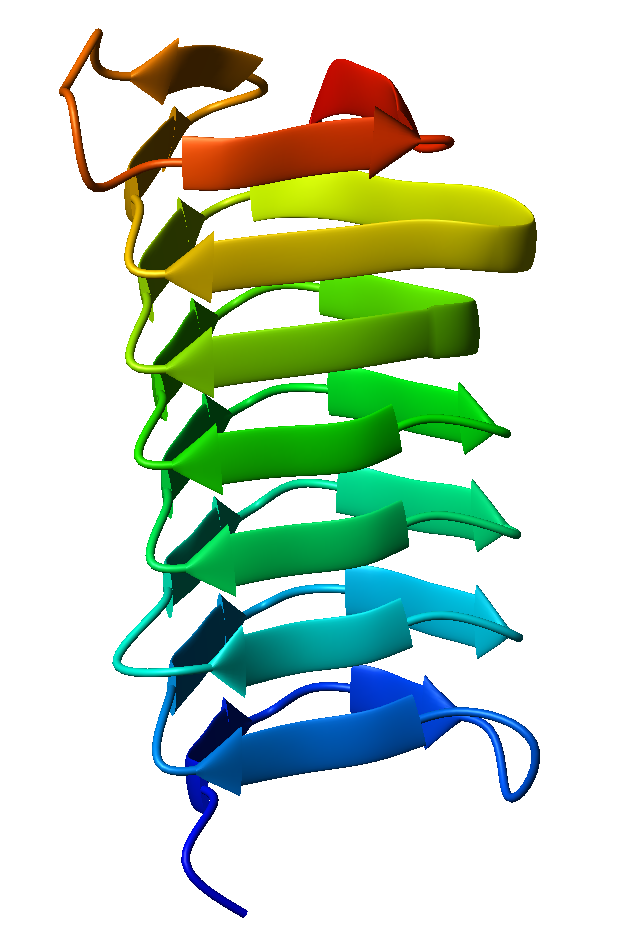
Domaine en hélice β gauche de la protéine antigel de la tordeuse des bourgeons de l'épinette.

Une hélice β est un élément de structure secondaire des protéines formé par l'association de brins β parallèles disposés de manière hélicoïdale à deux ou trois faces. Il s'agit d'un type de domaine protéique en solénoïde. La structure est stabilisée par des liaisons hydrogène inter-brins, des interactions protéine-protéine et parfois des ions métalliques liés. On a pu observer aussi bien des hélices droites que des hélices gauches.
La première hélice β a été observée dans la pectate lyase (en), qui contient une hélice à sept tours de 3,4 nm de long. La protéine des pointes du phage P22 (en) contient une hélice à treize tours et son homotrimère a une longueur de 20 nm ; son intérieur contient des résidus d'acides aminés aussi bien apolaires qu'électriquement chargés formant des liaisons salines ; il est comble et ne présente aucun pore. Ces deux protéines présentent des hélices droites.
Des hélices gauches ont été observées dans l'acyl-ACP-UDP-N-acétylglucosamine O-acyltransférase (en), l'anhydrase carbonique archéenne. Les protéines antigel du ténébrion meunier (hélice droite) et de la tordeuse des bourgeons de l'épinette (hélice gauche), où des résidus de thréonine régulièrement espacés sur les hélices β se lient à la surface des cristaux de glace et inhibent leur croissance, sont d'autres exemples de protéines présentant ce type de structures.
Les hélices β peuvent s'associer efficacement, face-à-face en associant une face de leur prisme à base triangulaire, ou bout-à-bout à l'aide de liaisons hydrogène. Elles peuvent ainsi intervenir comme marqueurs ou étiquettes permettant aux protéines de s'associer entre elles, de façon semblable aux superhélices.
Les protéines à répétition pentapeptidique (PRP) présentent une hélice β quadrilatérale.